# Починок (Галичский район)
Починок — деревня в составе Дмитриевского сельского поселения Галичского района Костромской области России.

## География
Деревня расположена у автодороги Россолово-Галич, недалеко от главного хода Транссибирской магистрали, на берегу реки Челсма.

## История
Согласно Спискам населенных мест Российской империи в 1872 году деревня относилась к 1 стану Галичского уезда Костромской губернии. В ней числилось 10 дворов, проживало 38 мужчин и 39 женщин.
Согласно переписи населения 1897 года в деревне проживало 110 человек (43 мужчины и 67 женщин).
Согласно Списку населенных мест Костромской губернии в 1907 году деревня относилась к Фоминской казённой волости Галичского уезда Костромской губернии. По сведениям волостного правления за 1907 год в деревне числилось 27 крестьянских дворов и 159 жителей. Основным занятием жителей деревни были малярные работы.
До 2010 года деревня относилась к Челменскому сельскому поселению.

## Известные уроженцы
- Смирнов, Василий Андреевич (1889—1979) — советский военачальник, генерал-майор, во время обороны Москвы  командир Подольских курсантов.